# 安杰洛·斯卡尔佐内
安杰洛·斯卡尔佐内（義大利語：Angelo Scalzone，1931年1月2日—1987年4月29日），意大利男子射击运动员。他曾代表意大利参加1972年夏季奥林匹克运动会射击比赛，获得不定向飞靶金牌。